# Габай, Илья Янкелевич
Илья́ Я́нкелевич Габа́й (9 октября 1935, Баку — 20 октября 1973, Москва) — советский диссидент, видный участник правозащитного движения 1960-х — 1970-х годов, педагог, поэт, писатель, сценарист.

## Биография
Родился 9 октября 1935 год в Баку, в семье Янкеля Ильича Габая (1888 — 12 февраля 1946). В детстве лишился родителей. После их смерти жил у родственников, которые на некоторое время отдали его в детский дом. («Как рассказать о родичах моих / За давностью бестрепетно и просто?.. / Куда больней привычного сиротства / Я ощутил немудрость их сердец». И. Габай).
Отслужив в армии, поступил в МГПИ, который закончил в 1962 году.
По окончании института работал учителем русского языка и литературы, сначала в школах на периферии, затем в Москве. Десятилетним мальчиком начал писать стихи

### Начало диссидентской деятельности
В 1965—1967 годах принимал участие в процессе зарождения советского диссидентского движения. Участвовал в первой правозащитной демонстрации — «митинге гласности» на Пушкинской площади в Москве 5 декабря 1965 года.
22 января 1967 года участвовал в демонстрации в защиту арестованных диссидентов Юрия Галанскова, Веры Лашковой, Алексея Добровольского и Павла Радзиевского.

### Первый арест. Тюрьма. Освобождение
Арестован 26 января 1967 года за участие в демонстрации 22 января. Помещён в СИЗО «Лефортово». Габаю было предъявлено обвинение по статье 190-3 УК РСФСР («организация или активное участие в групповых действиях, нарушающих общественный порядок»). Должен был стать подсудимым на процессе 16 февраля 1967 года вместе с ещё одним арестованным участником демонстрации — Виктором Хаустовым, однако в последний момент было объявлено, что дело Габая выделено в отдельное производство, и Хаустова судили одного. 26 мая 1967 года Габай был освобождён из тюрьмы без предъявления нового обвинения; в августе 1967 года уголовное дело против него было прекращено за отсутствием состава преступления.

### Продолжение диссидентской деятельности
В январе 1968 года составил и подписал ряд правозащитных документов. Совместно с Юлием Кимом и Петром Якиром написал обращение «К деятелям науки, культуры, искусства», в котором говорилось о политических преследованиях и ресталинизации. В феврале подписал письмо к Президиуму Консультативного совещания коммунистических и рабочих партий в Будапеште. Посвятил осуждённым по делу о «демонстрации семерых» на Красной площади очерк «У закрытых дверей открытого суда». Работал над выпусками периодического издания правозащитников «Хроника текущих событий», созданного Натальей Горбаневской. Познакомился с представителями движения крымских татар (Зампирой Асановой, Роланом Кадыевым, Мустафой Джемилевым), помогал им подготавливать документы («Информации»).
КГБ провёл на квартире Габая несколько обысков, были изъяты материалы крымскотатарского движения. 15 апреля на заседании Политбюро ЦК КПСС было принято решение по предложению Прокуратуры СССР и КГБ лишить советского гражданства Габая и Марченко, но это решение не было осуществлено.

### Второй арест. Тюрьма. Лагерь
Арестован в Москве 19 мая 1969 года. Обвинён в распространении клеветнических измышлений, порочащих советский строй (ст. 190-1 УК РСФСР). Вывезен самолётом в Ташкент, где помещён в тюрьму.
В январе 1970 года решением ташкентского суда был приговорён по статье 190-1 УК РСФСР («распространение заведомо ложных измышлений, порочащих советский строй») к 3 годам уголовных лагерей общего режима за участие в крымскотатарском движении. Осудили также лидера этого движения Мустафу Джемилева. В своём последнем слове Габай сказал: «Сознание своей невиновности, убеждённость в своей правоте исключают для меня возможность просить о смягчении приговора. Я верю в конечное торжество справедливости и здравого смысла и уверен, что приговор рано или поздно будет отменён временем». В августе был отправлен под конвоем в Кемеровскую область. Прибыл в лагерь общего режима, где написал поэму «Выбранные места». Сохранились его письма друзьям, написанные из лагеря.
16 марта 1972 года Габай был доставлен из лагеря в Москву, где привлечён в качестве свидетеля по уголовному делу против издателей и распространителей «Хроники текущих событий»). Освобождён 19 мая 1972 года по окончании срока заключения.

### Последние месяцы жизни и гибель
После выхода на свободу Габай оказался в тяжёлом материальном положении. Безуспешно пытался устроиться на работу, везде получал отказы. В августе 1973 года на процессе по делу Якира — Красина Пётр Якир и Виктор Красин дали показания против ряда своих прежних соратников по диссидентскому движению, в том числе и против Габая, после чего публично каялись по телевидению. Столкнувшись с таким предательством, Габай впал в тяжёлую депрессию. 20 октября 1973 года он совершил самоубийство (выбросился с балкона 11-го этажа). В «Хронике текущих событий» был опубликован некролог

Умер Илья Янкелевич Габай. Он покончил с собой 20 октября, выбросившись с балкона своей квартиры на одиннадцатом этаже. Более ста человек собрались, чтобы проститься с ним, в московском крематории Никольское. Прах покойного захоронен в Баку, рядом с могилой его отца. Он был учитель и поэт. Ему было 38 лет. После него остались жена и двое детей. Можно только гадать о причине этой смерти. Но с представлением о Габае не вяжутся такие объяснения, как тюрьма, допросы, обыски, вынужденная бездеятельность талантливого человека. По убеждению всех, знавших его, Илья Габай, с его высокой чувствительностью к чужой боли и беспощадным сознанием собственной ответственности, был олицетворением идеи морального присутствия. И даже его последний, отчаянный поступок несёт в себе, вероятно, сообщение, которое его друзья обязаны понять…

Хотя Габай не был верующим, по самоубийце отслужили заупокойную службу в православном храме в Москве, в синагоге в Иерусалиме, также в мусульманской мечети. В январе 1974 года урна с прахом Габая была похоронена в Баку на еврейском кладбище, памятник на могиле был создан скульптором Вадимом Сидуром..

## Творчество
```
Лечу! И значит: вон из кожи!
Вон из себя! Из пустяков.
Из давних, на стихи похожих,
И все же — якобы стихов.

```

При жизни Илья Габай печатался только в самиздате. В 1990-е годы вышло несколько сборников Габая:
- «Посох» (М.: «Прометей», 1990. — 78 с.)
- «Стихи. Публицистика. Письма. Воспоминания» (1990)
- «Выбранные места» (1994)

Юлий Ким об одном из произведений Габая писал:

Поэзия это или что? Давид Самойлов прочёл, сказал: нет, это не стихи. Но отсюда со всей очевидностью следует, что вы жили рядом с праведником.

## Семья
Вдова Ильи Габая Галина с сыном и дочерью эмигрировали в 1974 году в США.